# Cascera
Cascera is een geslacht van vlinders van de familie tandvlinders (Notodontidae).

## Soorten
- C. albiscripta Rothschild, 1917
- C. archboldiana Kiriakoff, 1967
- C. bella Bethune-Baker, 1904
- C. callima Bethune-Baker, 1916
- C. flavovirens Rothschild, 1917
- C. irrorata Rothschild, 1917
- C. latifasciata Gaede, 1930
- C. marginata Rothschild, 1917
- C. muscosa Walker, 1865
- C. olivacea Rothschild, 1917
- C. perscripta Rothschild, 1917
- C. variegata Rothschild, 1917
- C. violetta Gaede, 1930